# Borota
Borota – wieś i gmina w południowej części Węgier, w pobliżu miasta Jánoshalma. Miejscowość leży na obszarze Wielkiej Niziny Węgierskiej, w komitacie Bács-Kiskun, w powiecie Jánoshalma. Gmina liczy 1365 mieszkańców (2009) i zajmuje obszar 81,8 km².